# Wray (Colorado)
Wray é uma cidade localizada no estado americano do Colorado, no Condado de Yuma.

## Demografia
Segundo o censo americano de 2000, a sua população era de 2187 habitantes.
Em 2006, foi estimada uma população de 2160, um decréscimo de 27 (-1.2%).

## Geografia
De acordo com o United States Census Bureau tem uma área de
7,7 km², dos quais 7,7 km² cobertos por terra e 0,0 km² cobertos por água.

## Localidades na vizinhança
O diagrama seguinte representa as localidades num raio de 64 km ao redor de Wray.